# Anua ochrifusca
Anua ochrifusca là một loài bướm đêm trong họ Erebidae.